# La Mata, Jalisco
La Mata är en ort i Mexiko.   Den ligger i kommunen Amatitán och delstaten Jalisco, i den centrala delen av landet, 500 km väster om huvudstaden Mexico City. La Mata ligger 920 meter över havet och antalet invånare är 175.
Terrängen runt La Mata är kuperad åt sydväst, men åt nordost är den bergig. Runt La Mata är det mycket tätbefolkat, med 1 018 invånare per kvadratkilometer. Närmaste större samhälle är Tequila, 9,2 km väster om La Mata. Trakten runt La Mata består till största delen av jordbruksmark.